# Rick Boogs
Eric Bugenhagen (Franklin, 19 ottobre 1987) è un ex wrestler e powerlifter statunitense.
È noto per i suoi trascorsi in WWE dal 2017 al 2023, dove ha detenuto una volta il 24/7 Championship.

## Biografia
Tra il 2006 e il 2011 Eric Bugenhagen ha frequentato la Wisconsin University di Madison (Wisconsin), laureandosi in chinesiologia; durante gli anni universitari ha partecipato a diverse gare di lotta libera nel circuito della National Collegiate Athletic Association ed è stato allenatore di wrestling amatoriale.

## Carriera
Nel settembre del 2017 firmò un contratto con la WWE; nei mesi successivi combatté in alcuni house show di NXT, ma ad inizio 2018 subì un infortunio al ginocchio che lo costrinse ad uno stop durato quasi un anno. Nella puntata di NXT del 6 febbraio 2019 fece il suo esordio televisivo, venendo sconfitto da Drew Gulak, mentre il 1º maggio partecipò a Worlds Collide all'interno di una Battle Royal. Durante il resto dell'anno, continuò a combattere negli house show di NXT, perdendo la maggior parte degli incontri.
Nelle settimane precedenti a WrestleMania 37, sotto il nome Joseph Average, recitò in alcune pubblicità del marchio Old Spice insieme ad R-Truth. Il 21 marzo, a Fastlane, sorprese il collega con un roll-up durante la registrazione di uno spot televisivo, vincendo per la prima volta il 24/7 Championship; tuttavia lo perse dopo pochi minuti per mano dello stesso R-Truth.
Bugenhagen, come Rik Bugez, lavorò anche per la Evolve apparendo ad EVOLVE 143, durante la partnership tra quest'ultima federazione indipendente e la WWE, il 17 gennaio 2020 perdendo contro Joe Gacy. La sera dopo, ad EVOLVE 144, Bugez sconfisse Anthony Greene.
Nella puntata di SmackDown del 21 maggio debuttò come Rick Boogs accompagnando l'ingresso sul ring di Shinsuke Nakamura con una chitarra elettrica e aiutandolo a vincere un match contro King Corbin. Boogs rimase poi sempre al fianco di Nakamura, e debuttò ufficialmente sul ring nella puntata di SmackDown del 20 agosto dove, facendo coppia sempre con Nakamura, sconfisse Apollo Crews e Commander Azeez. Boogs combatté il suo primo match in singolo il 3 settembre a SmackDown sconfiggendo Dolph Ziggler. Nella puntata di SmackDown del 26 novembre Boogs prese parte una Battle Royal per determinare il contendente n°1 all'Universal Championship di Roman Reigns ma venne eliminato. Il 29 gennaio, alla Royal Rumble, Boogs partecipò al match omonimo entrando col numero 18 ma venne eliminato da Happy Corbin. Il 2 aprile, nella prima serata di WrestleMania 38, Boogs e Nakamura affrontarono gli Usos per lo SmackDown Tag Team Championship ma vennero sconfitti; durante l'incontro, Boogs riportò un brutto infortunio al ginocchio che lo costrinse ad uno stop di almeno sei mesi.
Tornò a sorpresa, dopo quasi un anno di assenza, nella puntata di Raw del 30 gennaio 2023 sconfiggendo in pochissimo tempo The Miz. Nella puntata di SmackDown del 31 marzo partecipò all'annuale André the Giant Memorial Battle Royal ma venne eliminato da Braun Strowman.
Il 1º maggio 2023, per effetto del Draft, tornò al roster di SmackDown. Il 5 agosto, a SummerSlam, prese parte ad una battle royal ma venne eliminato da Omos.
Il 21 settembre 2023 venne licenziato dalla WWE.
Nel gennaio del 2024 annuncia il ritiro dal wrestling professionistico.

## Personaggio

### Mosse finali
- Boogs Cruise (Pumphandle slam)

### Musiche d'ingresso
- Blood Pressure di Robert Edwards (2017–2019)
- The Rising Sun dei CFO$ (2021–2022; usata in coppia con Shinsuke Nakamura)
- Solid Ground dei def rebel (2022–2023)
- Ground Breaking dei def rebel (2023)[15]

## Titoli e riconoscimenti
- Pro Wrestling Illustrated
  - 224° tra i 500 migliori wrestler singoli nella PWI 500 (2022)[16]

- WWE
  - WWE 24/7 Championship (1)[17]